# Siège de Lisbonne (1384)
Pour les articles homonymes, voir Siège de Lisbonne.
Crise portugaise de 1383-1385
Batailles
Le siège de Lisbonne a eu lieu du 29 mai au 3 septembre 1384 dans le cadre de la crise portugaise de 1383-1385. Il opposa les défenseurs portugais de la ville à l'armée castillane commandée par son souverain Jean Ier de Castille. Le siège fut un désastre pour les assiégeants castillans : une épidémie de peste éclata dans l'armée castillane et les attaques portugaises incessantes commandées par Nuno Álvares Pereira causèrent de nombreuses pertes. Les Castillans levèrent le siège après quatre mois.